# 엘리베이터

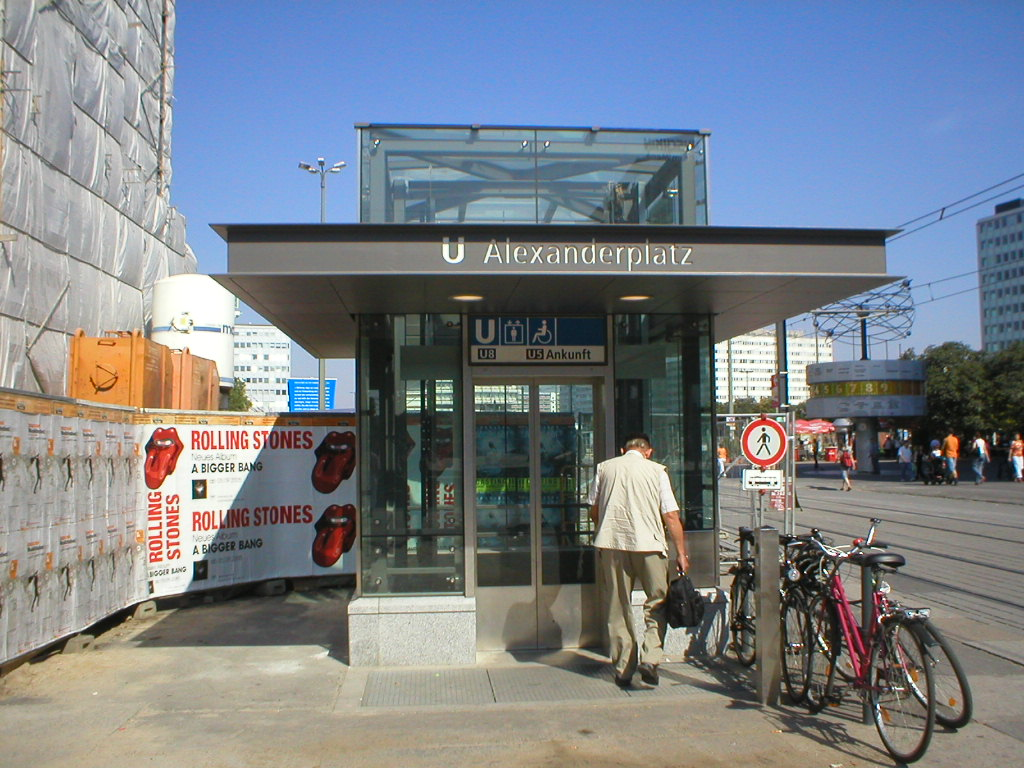
베를린의 알렉산더플라츠 U반 역으로 가는 이 엘리베이터는 유리 벽과 문으로 만들어져 내부 작동을 노출시킨다.

엘리베이터(영어: elevator 또는 lift, 문화어: 수직승강기) 또는 승강기(昇降機)는 사람이나 화물을 층간 설치된 각층의 승강장으로 수직 운송하는 기계장치이자 운송기계설비다. 일반적으로 전기 모터와 견인 케이블(traction cable) 및 호이스트 등 균형추 시스템으로 구동하며 건축물(아파트 및 빌딩, 지하철역), 대형 선박 또는 고정된 시설물에 설치되어 일정한 경로(승강로)를 따라 운송하는 장치 또는 교통수단으로 활용한다. 특수한 형태로, 유압 장치를 사용하는 엘리베이터도 있다. 승객용 엘리베이터는 500 ~ 2,700kg(6인승 ~ 38인승) 또는 450 ~ 1,600kg을 운반할 수 있으나 , 화물용 엘리베이터는 45,000kg까지 나를 수 있다. 대한민국의 경우 대부분의 건물에 6~21인승의 승객용 엘리베이터가 설치되어 있다. 학교 등의 공공 건물에 설치된 장애인용 엘리베이터는 주로 21인승이다.
승객용 엘리베이터는 화재에 견딜 수 있는 강철로 된 이중문을 달며, 내부에 비상인터폰, 전화설비 등이 설치되어 있어 위급 상황에 대처할 수 있게 하였다. 참고로, 화재 등 재난 상황에 대비하기 위해 최근 지어진 일부 고층 건물에는 20~150kg까지 실어 나를 수 있는 무동력 피난기 또는 동력 승강식 피난기도 설치되어 있다. 엘리베이터에 거울이 있는 경우가 있었지만, 현재는 거울이 없는 엘리베이터가 점점 더 많아지는 추세다.
장애인용 엘리베이터는 다양한 장소에서 볼 수 있다. 주로 지하철에 설치되어 있으며 종류-용도에 따른 구분 (장애인용)에 나와있듯이 휠체어, 시각장애인 등 몸이 불편한 승객들이 우선적으로 이용할 수 있도록 특수하게 제작된 엘리베이터이다. 장애인용 엘리베이터에는 휠체어를 탄 승객들이 편히 누를 수 있도록 왼쪽 손잡이의 위쪽에 엘리베이터 버튼이 있다. 또한 크기가 일반 엘리베이터보다 넓으며 그만큼 정격하중이 크고, 탑승인원수도 많다.
참고로, 항공기 수평 꼬리 날개 부분의 승강타도 같은 철자를 써서 영어로 엘리베이터 (항공학)라고 한다.

## 역사
기원전에 최초로 고안되었으며, 19세기에 실용화되었다. 엘리샤 오티스가 1852년 뉴욕주 용커스에 있는 침대 공장의 수석 기계공이 되면서 그의 운명이 바뀌기 시작했고, 오티스는 2개의 기둥 사이에서 상하로 움직이면서 덮개 없는 상자에 침대를 실어 한 층에서 다음 층으로 옮길 수 있는 기계를 발명했다. 1854년에 뉴욕 박람회 때 무거운 짐이 실린 상자 위에 올라앉아 조수에게 지지 밧줄을 자르게 함으로써 자신의 발명품을 사람들에게 직접 보여주었다. 1857년에 뉴욕 시의 5층짜리 E.V. 호프웃 도자기 및 유리 상점에 최초로 엘리베이터가 설치되었다. 한국에서는 1850년에 쓰이기 시작했지만 그 때는 큰 지지를 받지 못했다가 이후 일제 강점기 때는 1914년 조선호텔에 최초로 설치되었다.

## 종류

### 용도에 따른 구분
1. 승객용 엘리베이터
- 승객용
- 병원용 - 병원의 침상 운반을 위함
- 승객화물용 - 사람 및 화물 운송
- 소방구조용 - 소화 및 구조활동
- 피난용 - 재난 시 피난활동
- 장애인용 - 휠체어, 시각장애인 등 몸이 불편한 사람들의 운송
- 전망용 - 외부전망
- 주택용 - 단독주택(운행거리 12미터 이하)
- 육교형 엘리베이터 - 육교에 설치해 장애인, 노약자 등 교통약자의 이동 편의성을 증진.

2. 화물용 엘리베이터
- 화물용 - 운전자 1인 탑승 가능, 300kg 미만 제외
- 소형 화물용 (덤웨이터)
  - 식품 및 기타 소하물을 운반하기 위한 이동 운반기
  - 서점이나 음식점 등에 설치
  - 화물전용이므로 사람이 탈 수 없음
  - 300kg 미만(바닥면적 0.5제곱미터, 높이 0.6m 이하 제외)
- 자동차용 엘리베이터(영어판) - 기계식 주차장(영어판)에서 자동차 운반에 사용

### 전원에 따른 구분
- 교류식 엘리베이터
- 직류식 엘리베이터
- VVVF형식 엘리베이터

### 속도에 따른 구분
- 저속 엘리베이터 : 45m/min 이하[4] 이하 - 3층 이하의 저층 건축물에 적용
- 중속 엘리베이터 : 60m/min[5] - 3층 이상의 건축물에 적용
- 준고속 엘리베이터 : 90~105m/min[6] - 10층 이상의 중층 건축물에 적용
- 고속 엘리베이터 : 120~300m/min[7] - 30층 이상의 고층, 준초고층 건축물에 적용
- 초고속 엘리베이터 : 360~1260m/min 이하[8]  - 80층 이상의 초고층 건축물에 적용

### 권상기에 따른 구분
- 기어리스식 엘리베이터(gearless elevator)
- 기어드식 엘리베이터(geared traction elevator)

### 동력매체를 운행시키는 방법에 따른 구분
- 로프식 엘리베이터: 파터노스터
- 유압식 엘리베이터

### 엘리베이터의 층에 따른 구분
- 싱글데크 엘리베이터
- 더블데크 엘리베이터

### 형태에 따른 구분
- 수직 엘리베이터
- 경사 엘리베이터
- 양문형 엘리베이터: 전면도어(front door)와 후면도어(rear door)를 통해 한쪽 문에서 타고 다른 문으로 내릴 수 있는 구조의 엘리베이터.

## 같이 보기
- 에스컬레이터
- 무빙워크